# Grenache
Grenache (na Espanha conhecida como Garnacha e na Catalunha como Garnatxa) é uma uva tinta da família das Vitis viniferas. É uma das mais cultivadas no mundo e se adapta bem a climas quentes e secos, sendo utilizada na produção de vinhos na França, Espanha, Estados Unidos, Austrália e Itália.
Geralmente ela produz vinhos apimentados, com aromas de frutas negras, taninos macios e relativamente alto nível de álcool. Esta uva tende a ter pouca acidez, taninos e cor, e é normalmente usada em cortes com outras variedades como Syrah, Carignan e Cinsault.
A Grenache é a variedade mais plantada no sul do vale do Rhône, especialmente no Châteauneuf-du-pape, onde costuma representar em torno de 80% do corte. Na Austrália é normalmente misturada com a Shiraz (Syrah) e Mourvedre, corte conhecido como "GSM". A Grenache é também muito usada para vinhos rosé, na França e na Espanha, notadamente na denominação Tavel em Côtes du Rhône. Também seus altos níveis de açúcar faz com que seja usada bastante em vinhos fortificados, incluindo os tintos vins doux naturels do Rossilhão como o Banyuls, e como base da maioria dos vinhos fortificados da Austrália.

## Aromas
Os aromas e sabores básicos de grenache são pimenta, framboesa, ervas e, no Châteauneuf-du-Pape, o óleo de linhaça.